# Gonadotrofina coriônica humana
A gonadotrofina coriônica humana (português brasileiro) ou gonadotrofina coriónica humana (português europeu) (hCG) é uma glicoproteína hormonal produzida pelas células trofoblásticas sinciciais nos líquidos maternos. No início da gravidez, as concentrações de hCG no soro e na urina da mulher aumentam rapidamente, sendo um bom marcador para testes de gravidez.
A molécula de hCG é composta por duas subunidades similares chamadas α e β. Apesar de compartilhar semelhanças estruturais com outros hormônios glicoproteicos: luteinizante (LH), folículo-estimulante (FSH) e tireoestimulante (TSH), a sua subunidade β (β-hCG) apresenta especificidade antigênica suficiente para diferenciá-lo dos demais com eficácia superior a 99% por métodos de imunodiagnóstico. Assim, os testes de gravidez disponíveis buscam detectar essa subunidade confirmando a presença do hCG.
Sete a dez dias após a concepção, a concentração de hCG alcança 25 mUI/mL e aumenta ao pico de 37 000-50 000 mUI/mL entre oito e onze semanas. É o único hormônio exclusivo da gravidez, fazendo com que o teste de gravidez pela análise de hCG tenha acerto de quase 100%.
Alguns tipos de câncer, como coriocarcinoma, induzem excreção do hCG. No homem, altos níveis de hCG podem indicar câncer de testículo, além de sua urina poder dar resultado positivo em testes de gravidez.

## Funções no Organismo
A principal função é manter o corpo lúteo (corpo formado por uma deposição de lipídio no folículo do qual saiu o ovócito secundário para a ovulação). O corpo lúteo secreta dois hormônios: a Progesterona e o Estrógeno. A função da hCG é manter o corpo lúteo no ovário durante o primeiro trimestre da gestação. Garante a manutenção da gestação, inibindo a menstruação e a ausência de uma nova ovulação. É um hormônio que pode ser doado a outras mulheres que estejam em tratamento para ter filhos, pois é essencial na fecundação.